# 阿虎 (台灣電影)
《阿虎》（英語：A-Hu），是一部於2019年上映的動作劇情電影。由邵翔、孫其君、寇家瑞、王承嫣、呂雪鳳領銜主演，2019年5月3日於台灣上映。

## 演員列表

### 主要演員
| 演員姓名 | 角色名稱         | 介紹 |
| 邵翔     | 阿虎             |      |
| 孫其君   | 十一             |      |
| 寇家瑞   | 瘋鐵             |      |
| 王承嫣   | 阿桃             |      |
| 呂雪鳳   | 滿姨（阿虎媽媽） |      |

### 其他演員
| 演員姓名 | 角色名稱     | 介紹               |
| 林鶴軒   | 慶仔         |                    |
| 龍天翔   | 清大         |                    |
| 鄭倫境   | 草大         |                    |
| 范時軒   | 阿芬         |                    |
| 梅賢治   | 阿明         |                    |
| 林志豪   | 奇大         | 遊走黑白兩道的警官 |
| 劉濟民   | 運輸行的員工 |                    |
| 鄭奕     | 建國         | 北部來的混混       |
| 蔡明修   |              |                    |

## 外部連結
- 阿虎的Facebook專頁